# Nils Gaup
Nils Gaup (* 12. dubna 1955 Kautokeino) je norský filmový režisér a scenárista sámské národnosti. Vystudoval divadelní školu v Oslo a působil v sámském divadle Beaivváš Sámi Našunálateáhter v Kautokeinu, roku 1978 hrál hlavní roli ve filmu Det Andre skiftet. V roce 1987 natočil Stopaře (Ofélaš), vůbec první film namluvený v severní sámštině, v němž zpracoval legendu ze dvanáctého století o sámském mladíkovi, který zachránil svůj lid před loupeživými nájezdníky. Film získal Cenu Amanda za nejlepší norský film roku, hlavní cenu na festivalu fantastických filmů v japonském Jubari a dostal se do pětice snímků nominovaných na Oscara za nejlepší cizojazyčný film.
Následovaly další úspěchy: dětský dobrodružný film Trosečníci (1990) podle románu Olufa Falcka-Yttera a kriminální černá komedie Hlava nad vodou (1993, druhá Cena Amanda, v roce 1996 byl natočen americký remake). Gaup poté dostal i nabídky z Hollywoodu, ale odmítl režírovat pokračování filmu RoboCop i Vodní svět, roku 1996 natočil koprodukční western Tašunga s Christopherem Lambertem v hlavní roli. Je také autorem historického filmu Vzpoura v Kautokeinu (2007) a pohádky Cesta za vánoční hvězdou (2012), která se natáčela v České republice (např. na Pernštejně). Podílel se rovněž na dokumentárním filmu Saamelainen a na seriálech norské televize Nini a Hjerterått.

## Filmografie
- 1987 Stopař
- 1990 Trosečníci
- 1993 Hlava nad vodou
- 1994 Just Do It (krátkometrážní film)
- 1996 Tašunga
- 1999 Misery Harbour
- 2005 Deadline Torp (televizní film)
- 2007 Vzpoura v Kautokeinu
- 2012 Cesta za Vánoční hvězdou
- 2014 Glassdukkene
- 2016 Poslední král